# Nimona (film d'animation)
Pour le comics adapté, voir Nimona.
Pour plus de détails, voir Fiche technique et Distribution.
Nimona est un film d'animation américain de science fantasy réalisé par Nick Bruno et Troy Quane, sorti en 2023. Il s'agit d'une adaptation du roman graphique éponyme de N.D. Stevenson.
À l'origine produit par Blue Sky Studios, le film est prévu pour être réalisé par Patrick Osborne et sortir en 2020. À la suite de l'acquisition de 21st Century Fox par Disney, la maison-mère de Blue Sky, la production est repoussée plusieurs fois par la direction de The Walt Disney Company puis annulée à la suite de la fermeture du studio Blue Sky en avril 2021. Annapurna Pictures récupère le projet l'année suivante, avec Bruno et Quane annoncés à la réalisation, une animation produite par DNEG Animation et l'acquisition des droits mondiaux de diffusion par Netflix.
Nimona est projeté en avant-première au Festival international du film d'animation d'Annecy 2023 le 14 juin 2023, puis de manière limitée en salles le 23 et 24 juin et enfin sur Netflix le 30 juin 2023. Le film reçoit des critiques globalement très positives concernant son animation, ses thèmes, son humour, ses personnages, sa fidélité par rapport à l'œuvre originale, sa bande originale, sa tonalité et les performances des acteurs de doublage.

## Résumé
Au cœur d'un royaume isolé du reste du monde par d'imposants remparts, des chevaliers sont élus pour perpétuer la tradition de leur ancêtre Gloreth : ils ont pour mission de défendre la cité des créatures monstrueuses rôdant au-delà des murailles, comme le monstre qui a attaqué le royaume il y a mille ans. Ballister Boldheart est le premier roturier du royaume à pouvoir accéder au rang de chevalier. Il a travaillé d'arrache-pied et gagné l'amour d'Ambrosius Goldenloin, un chevalier descendant de Gloreth. Mais lors de la cérémonie, alors que la reine Valerin vient d'adouber Ballister Boldheart, l'épée de Boldheart émet un rayon laser qui fuse vers la souveraine. Ambrosius tranche le bras de Ballister dans l'espoir de dévier le rayon, mais la reine est tout de même touchée mortellement. Coupable aux yeux de tout le monde, Ballister s'enfuit et devient un paria. Il doit se retrancher dans un laboratoire secret, où il se fabrique une prothèse robotique pour remplacer son bras.
Un jour, dans son repaire secret, Ballister reçoit la visite d'une jeune fille, Nimona, qui lui propose de devenir son assistante. Elle déconcerte Ballister par son énergie et son tempérament chaotique. Bientôt, Ballister se rend compte que Nimona dispose d'un pouvoir de métamorphe qui la rend capable d'adopter n'importe quelle apparence. Comme elle lui propose de l'aider à prouver son innocence, il accepte.
Nimona et Ballister kidnappent l'écuyer Diego, qui était chargé de distribuer leur épée aux futurs chevaliers avant la cérémonie d'adoubement. Diego leur montre une vidéo où il a filmé par hasard la personne qui a remplacé la véritable épée de Ballister par une épée piégée : c'est la directrice de l'Institut. Les deux parias s'introduisent dans l'Institut pour montrer la vidéo à Ambrosius et à la directrice, mais cette dernière manipule Ambrosius afin de le retourner contre Ballister, puis se débrouille pour détruire le téléphone qui contient la vidéo avant qu'Ambrosius ait pu la voir. Grâce aux métamorphoses de Nimona qui sème le chaos parmi la garde, les deux compères parviennent à s'échapper, mais Ballister est mortifié de ne pas avoir réussi à convaincre Ambrosius de sa bonne foi.
Quelque temps après, Ambrosius, soupçonneux, vient trouver la directrice pour lui réclamer la vérité sur cette affaire. La directrice le poignarde, puis lui avoue qu'elle a assassiné la reine et fait accuser Ballister afin d'empêcher la reine de changer les traditions du royaume pour permettre à de simples roturiers d'accéder au rang de chevaliers. Mais, au beau milieu de son agonie, Ambrosius se relève indemne et se transforme : ce n'était pas le véritable Ambrosius, mais Nimona qui avait pris son apparence. Ballister a filmé toute la scène et les deux rebelles la diffusent partout, ce qui soulève un tollé dans le royaume, et donne bel et bien des soupçons au véritable Ambrosius.
Lorsque le véritable Ambrosius réclame à son tour la vérité à la directrice, celle-ci le conduit dans les archives du château et lui montre un manuscrit représentant le combat entre Gloreth et le monstre qui avait attaqué le royaume il y a mille ans. Sur une enluminure, une petite fille rousse est dépeinte au cœur du monstre. La directrice convainc ainsi Ambrosius que Nimona n'est autre que le monstre, infiltré dans le royaume, et que Ballister et Nimona lui ont arraché de faux aveux en utilisant des pouvoirs magiques. Ambrosius rencontre alors Ballister en secret et tente de le convaincre que Nimona le manipule. Incrédule, Ballister rompt l'entretien. Mais, de retour dans le repaire qu'il partage désormais avec Nimona, Ballister avoue son incompréhension devant l'étrange nature de métamorphe de Nimona. Peinée, elle quitte le repaire et part dans les bois.
Nimona s'arrête près d'un puits isolé où elle se souvient être déjà venue. Mille ans plus tôt, elle tentait de s'intégrer parmi les autres êtres vivants en prenant l'apparence de tel ou tel animal, mais finissait toujours rejetée. Elle a alors rencontré, près du puits, une petite fille blonde qui n'était autre que Gloreth. Prenant elle-même l'apparence d'une petite fille rousse, Nimona s'est liée d'amitié avec Gloreth. Gloreth n'était pas effrayée par les métamorphoses de Nimona, qui se sentait enfin acceptée. Un jour, des adultes les ont vues pendant leurs jeux et ont été effrayés par Nimona, qui avait revêtu l'apparence d'un ours. Nimona a repris une apparence de petite fille pour les rassurer, mais leur réaction n'a fait qu'empirer : elle a été prise pour un monstre. En la repoussant brutalement avec des torches, les villageois ont accidentellement mis le feu aux maisons. Gloreth, paniquée, s'est mise à croire comme les adultes que Nimona leur était bel et bien hostile. Ces faits ont été déformés au fil du temps et ont donné naissance à la légende de Gloreth et du monstre.
Accablée par le souvenir de la trahison de Gloreth et par le rejet essuyé auprès de Ballister, Nimona, désespérée, se transforme et devient un immense monstre noir. Elle s'avance vers le cœur de la ville, où s'élève une statue colossale de Gloreth pointant son épée vers le monde extérieur. La population panique. L'Institut envoie ses chevaliers contre le monstre.
La directrice se précipite vers les remparts pour réorienter les canons en direction de Nimona, mais Ambrosius tente de l'en empêcher car la puissance de feu de l'arme est démesurée et faire feu vers l'intérieur de la ville va tuer au moins la moitié de la population. Alors que Nimona s'avance vers la statue, il s'avère que le monstre n'agresse personne et a en réalité l'intention de se suicider en s'empalant sur l'épée de Gloreth. Mais Ballister, qui a grimpé sur la statue, arrête Nimona avant qu'elle passe à l'acte, lui présente des excuses pour l'avoir rejetée et lui assure qu'elle n'est pas seule. Consolée, elle reprend alors l'apparence humaine sous laquelle il la connaissait.
Ambrosius s'approche du canon dans le but d'arrêter la directrice. Cependant, lui et les chevaliers qui l'accompagnent sont pris pour cible par le même rayon laser qui avait servi à assassiner la reine. Alors que la directrice charge le canon, visant Nimona en plein cœur de la cité, cette dernière prend la résolution de tout mettre en œuvre pour empêcher la destruction de la moitié de la ville. Elle se métamorphose en phénix et s'élance pour anéantir le canon. L'explosion qui s'ensuit emporte à la fois Nimona et une portion du mur, révélant aux habitants un paysage extérieur verdoyant, bien loin du monde rempli de monstres qu'ils avaient appris à craindre.
Quelque temps après ces événements, la cité s'ouvre finalement au monde extérieur et les canons sont retirés. Nimona et Ballister sont élevés au rang de héros et des fleurs sont déposées au pied d'un mémorial en leur honneur. Ballister a renoué avec Ambrosius et ils sont à nouveau en couple. De retour au laboratoire, Ballister entend quelqu'un toquer à la porte. Pensant voir Nimona et réjouit qu'elle soit toujours en vie, il se précipite pour ouvrir mais ne découvre personne à l'extérieur. C'est alors que la voix de Nimona l'interpelle depuis l'intérieur de la bâtisse.

## Distribution

### Version originale
- Chloë Grace Moretz : Nimona
  - Mia Collins : Nimona sous l'apparence d'un petit garçon
- Riz Ahmed : Ballister Boldheart
  - Zayaan Kunwar : jeune Ballister
- Eugene Lee Yang : Ambrosius Goldenloin
- Frances Conroy : la directrice[1],[2]
- Lorraine Toussaint : Reine Valerin[1],[2]
- Beck Bennett : Sir Thoddeus Sureblade[1],[2]
- RuPaul Charles : chevalier Nate[1],[2]
- Indya Moore : Alamzapam Davis[1],[2]
- Julio Torres (en) : Diego l'écuyer[1],[2]
- Sarah Sherman (en) : Coriander Cavaverish[1],[2]
- Karen Ryan : Gloreth 
  - Charlotte Aldrich : jeune Gloreth
- Cindy Slattery : Syntheya, voix du royaume
- Sommersill Tarabek : analyste de l'institut
- Lylianna Eugene : Patience

En plus du casting du film, le créateur du roman graphique, N.D. Stevenson, a son propre caméo vocal en interprétant Kwispy Dwagon, une mascotte cartoon de céréales, tandis que l'équipe de production, Nick Bruno, Troy Quane, Karen Ryan, Julie Zackary, Christopher Campbell et Randy Trager interprètent la voix de chevaliers les représentant. Les fils de Bruno, Jake et Jarrett, doublent les enfants jouant à un jeu de plateau dans la publicité de Kwispy Dwagon et Taryn Bruno doublant un citoyen. Un parent de Trager, Sadie, double également un citoyen, tandis que Sebastian Trager double l'enfant Danks. Maurissa Horwitz et Tim Nordquist, ancien éditeur de Blue Sky, doublent la voix des zombies dans le film que regardent Nimona et Ballister.
Des voix additionnelles sont interprétées par Nick Bruno, Troy Quane, Maurissa Horwitz, Karen Ryan, Julie Zackary, Cindy Slattery, Charlotte Aldrich, Randy Trager, Jake Bruno, Sommersill Tarabek, Lylianna Eugene, Wesley Turner et Jarrett Bruno.

### Voix françaises
- Lisa Caruso : Nimona
  - Iliana Sakji : Nimona à 3 ans
- Benjamin Penamaria : Ballister Boldheart
- Guillaume Lebon : Ambrosius Goldenloin
- Juliette Degenne : la directrice
- Michèle Bardollet : Reine Valerin
- Emmanuel Garijo : Sir Thoddeus Sureblade
- Alexis Tomassian : Diego l'écuyer
- Dorothée Pousséo : Coriander Cavaverish
- Emmanuel Curtil : un chevalier, la voix off de la pub Dragon Krisps et voix additionnelles
- Damien Boisseau, Cécile Arnaud, Philippe Awat, Charlotte Bizjak, Fanny Bloc, Agnès Detrez, Jessy Dubuis, Damien Ferrette, Pierre-Alain de Garrigues, Cécile Gatto, Emmanuel Karsen, Yannick Lassere, Grégory Lerigab, Marie-Eugénie Maréchal, Anthony Seyer, Stevie Tomi, Corinne Wellong : voix additionnelles

- Version française
  - Société de doublage : Titra Film[3]
  - Direction artistique : Donald Reignoux[3]
  - Adaptation des dialogues : Nicolas Mourguye

 Source et légende : version française (VF) sur RS Doublage et carton de doublage Netflix.

## Production

### Développement

#### Blue Sky Studios

Le projet du film Nimona a été mené dans un premier temps au sein de Blue Sky Studio avant sa fermeture en 2021.

En juin 2015, 20th Century Fox Animation achètent les droits d'adaptation de Nimona, un webcomic de N.D. Stevenson. Patrick Osborne est choisi pour réaliser le film sur un scénario de Marc Haimes,.
Le film devait être produit par la succursale de la Fox, Blue Sky Studios, aux côtés de Vertigo Entertainment. En juin 2017, la 20th Century Fox prévoit la sortie de Nimona pour le 14 février 2020,.
En mars 2019, The Walt Disney Company complète son acquisition de 21st Century Fox, puis en mai 2019 repousse la sortie du film pour le 5 mars 2021. En novembre 2019, la sortie du film est à nouveau repoussée pour le 14 janvier 2022,,,,. En 2020, des rumeurs annoncent que le film sortira en 2022,,,. Stevenson annonce en juin 2020 que le film est toujours en cours de production et le répète dans un podcast en août 2022. En août de la même année, Den of Geek rapporte que la sortie du film est toujours prévue pour 2022, information confirmée par Deadline en octobre,.
Osborne quitte le projet en mars 2020, remplacé par Nick Bruno et Troy Quane qui ont réalisé le précédent film de Blue Sky, Les Incognitos (2019). La production a lieu à distance durant la pandémie de Covid-19.

#### Annulation et conséquences
Le 9 février 2021, Disney annonce la fermeture de Blue Sky Studios et l'annulation de la production du film.
Des employés anonymes de Blue Sky interrogés par Business Insider déplorent l'annulation du film, le qualifiant de déchirant, arguant que le film « ne ressemblait à rien d'autre dans le monde de l'animation », et disant qu'ils pensaient qu'il ne « sera jamais terminé et sorti ». Le film aurait été la première représentation LGBT du studio Blue Sky, des employés ayant confirmé à BuzzFeed News que celui-ci contenait une scène romantique et des mots d'amour entre Ballister Blackheart et Ambrosius Goldenloin.
En mars 2021, il est rapporté que Chloë Grace Moretz et Riz Ahmed devaient respectivement doubler Nimona et Ballister Blackheart.
En mars 2022, au milieu de la controverse impliquant Disney dans la Loi sur les droits parentaux en matière d'éducation de Floride et le manque de réaction de la part de Bob Chapek avant que la loi ne passe, trois anciens employés de Blue Sky affirment que le film avait été repoussé par la direction de Disney à cause de ses thèmes LGBT et une scène de baiser entre personnages du même sexe.

#### Reprise du projet par Annapurna et Netflix

Le projet est repris par Annapurna Pictures en 2022.

Le 11 avril 2022, il est annoncé qu'Annapurna Pictures a récupéré Nimona plus tôt dans l'année et le diffuserait sur Netflix en 2023. DNEG Animation est annoncé en tant que partenaire d'animation sur le projet. La distribution vocale est conservée, avec l'ajout d'Eugene Lee Yang doublant Ambrosius Goldenloin. Nick Bruno et Troy Quane sont annoncés en tant que remplaçants d'Osborne à la réalisation, étant grandement impliqués dans le projet avant la fermeture de Blue Sky. Roy Lee, Karen Ryan et Julie Zackary sont annoncés en tant que producteurs,,,.
En décembre 2022, il est annoncé que le film constitue la première sortie de la nouvelle division d'Annapurna, Annapurna Animation. Le 24 avril 2023, Frances Conroy, Lorraine Toussaint, Beck Bennett, RuPaul, Indya Moore, Julio Torres (en) et Sarah Sherman (en) rejoignent le casting.

### Scénario
N.D. Stevenson, auteur de la bande dessinée Nimona, accepte que de nombreuses modifications soient apportées à l'intrigue, mais tient à préserver le personnage de Nimona et ses caractéristiques afin qu'elles ne soient pas « supprimées, ou délayées, ou trop simplifiées ». Il tient en particulier à conserver les aspects les plus sombres du personnage : « Une chose dont je pense qu'elle est réellement importante dans cette histoire à mes yeux — et que c'était important de voir dans le film — c'est ce qu'il y a de sombre au cœur de l'ensemble. Nimona n'est pas simplement excentrique, elle n'est pas simplement marrante, elle n'est pas simplement un personnage secondaire de side-kick (faire-valoir) sympa. Elle renferme beaucoup de peur en elle et beaucoup de souffrance dans son cœur, et ça ressort sous forme de colère. C'était quelque chose qui m'apparaissait très cathartique à l'époque [où j'ai écrit la BD] »,.

### Univers visuel
Le film utilise des ambiances de couleurs pour représenter les personnages et les factions dans l'intrigue. Le personnage de Nimona est associé à la couleur rose, comme dans la bande dessinée de Stevenson. Le film utilise plus précisément la couleur rose Pantone 2348C. L'auteur explique que le rose a plusieurs fonctions : en termes symboliques, il représente l'individualité de Nimona et son acceptation par les autres. Ainsi, lorsque Nimona est désespérée, elle se change en une créature dépourvue de rose ; lorsqu'elle est enfin acceptée, elle devient un phénix d'un rose intense. L'usage du rose vise aussi à subvertir les clichés habituels associés à cette couleur, notamment la féminité et la fragilité, tandis que Nimona se change en rhinocéros rose ou en gorille rose. D'un point de vue pratique, le rose permet aussi de reconnaître le personnage malgré ses changements d'apparence multiples et parfois très rapides. Mais Nimona peut aussi adopter des apparences qui ne soient pas roses, par exemple lorsqu'elle adopte une chevelure violette.
Le film joue délibérément à surprendre le public en jouant sur les associations habituelles entre couleurs et symboles. Les couleurs classiquement associées à l'héroïsme médiéval, comme le blanc, l'or et l'azur, sont associées dans Nimona à l'autorité de l'Institut et aux normes sociales rigides du royaume. Le rouge et le noir, couleur souvent associées au mal et à la destruction, sont ici associées à Nimona et à Ballister qui sont les véritables héros du film. Lorsque Nimona est désespérée, elle devient une créature géante noire, mais dotée d'une lumière intérieure intense : sa signification est plus complexe qu'une simple association entre la couleur noire et le mal. Nimona cherche ainsi à amener le public à ne pas réagir automatiquement aux couleurs, mais à réfléchir sur l'histoire proprement dite. La couleur verte est employée pour caractériser visuellement les armes les plus puissantes de l'Institut, les plus susceptibles de mettre Nimona et Ballister en danger : cela permet de faire comprendre au public à quels moments les personnages sont le plus en danger, en évitant de longues explications sur les technologies employées par l'Institut.

### Animation et design

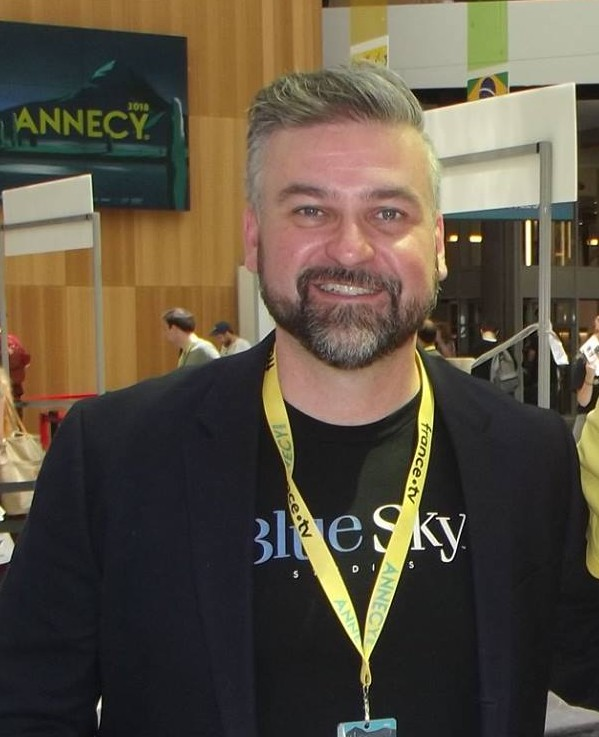
Troy Quane, co-réalisateur du film, ici au festival d'Annecy en 2018.

Nimona est le film le plus complexe produit par Blue Sky. Le studio avait eu une première expérience dans le style graphique en 2D avec Snoopy et les Peanuts, le film en 2015. Le design du film est influencé par Eyvind Earle et Charley Harper, utilisant leurs styles afin de combiner monde médiéval et monde moderne, Earle pour sa fluidité et Harper pour son approche plus géométrique et plus simple afin de transmettre « les deux côtés du spectre et les deux facettes de l'idéologie des personnages ». L'équipe devait également incorporer le style de l'œuvre originale, incluant des cercles pour la liberté de formes de Nimona, des carrés pour le côté traditionnel de Ballister et des diamants pour représenter la rigidité de l'Institut. Aidan Sugano, production designer sur le film, décrit celui-ci comme mélangeant « sci-fi, medieval fantasy, chevaliers, lasers, monstres, dragons, lumières dramatiques et... style ». Le personnage de Goldenloin devient d'origine asiatique. Le nom de famille de Ballister est modifié de « Blackheart » (« Cœur noir ») en « Boldheart » (« Cœur vaillant »). L'apparence des deux personnages est respectivement calquée sur celles des acteurs Eugene Lee Yang et Riz Ahmed.
Au moment de son annulation, des sources rapportent au site Comic Book Resources que le film était à « 75 % complet ». Le co-réalisateur Troy Quane précise ensuite que le film était approximativement prêt à 70 %, ayant complété cinq séquences animées complètes, la modélisation des personnages, la progression de l'histoire et les décors des lieux au moment de la fermeture de Blue Sky. La majorité des travaux de Blue Sky ayant été conservés, Netflix et Annapurna ne recommencent pas le projet entièrement. Cependant, lorsque les installations de DNEG à Montreal reprennent l'animation, différents travaux doivent être recommencés depuis le début, bien que l'équipe ait récupéré de la part de Blue Sky un plan converti pour être compatible avec la technologie de DNEG. À titre d'hommage à la précédente équipe ayant travaillé sur le film, une section des crédits de fin liste le personnel complet de Blue Sky Studios — ce qui explique que le générique de fin dure 14 minutes — et plusieurs clins d'œil font référence à Blue Sky tout au long du film. L'animation est terminée le 1er octobre 2022.

### Musique
La bande originale du film est composée par Christophe Beck, information rendue publique en mai 2023. La rappeuse américaine K.Flay interprète la chanson originale T-Rex en tant que single de la bande originale du film qui sort le 23 juin 2023, le même jour que le film.
Christophe Beck est engagé assez tôt dans le processus de création du film, mais en raison des multiples péripéties et changements de studios, il reste longtemps sans savoir si son travail sera bel et bien utilisé. Il travaille avec Kier Lehman, responsable de la musique, et avec les réalisateurs Nick Bruno et Troy Quane. Nick Bruno et Troy Quane commencent à réfléchir à l'ambiance musicale du film en s'envoyant des mixtapes de titres qu'ils aimaient. Ils demandent à Christophe Beck d'écrire une partition qui évoque les contes de fées mais soit en même temps moderne.
Des musiques additionnelles sont composées pour la campagne publicitaire du film. Une chanson intitulée The Ballad of Nimona (La Ballade de Nimona) est composée par Tori Ciampa et mise en ligne accompagnée d'un montage d'images du film à titre de teaser. Les paroles évoquent la lutte de Nimona et de Ballister contre l'Institut. Sur Youtube, la vidéo est diffusée par la chaîne Netflix After School.

## Sortie

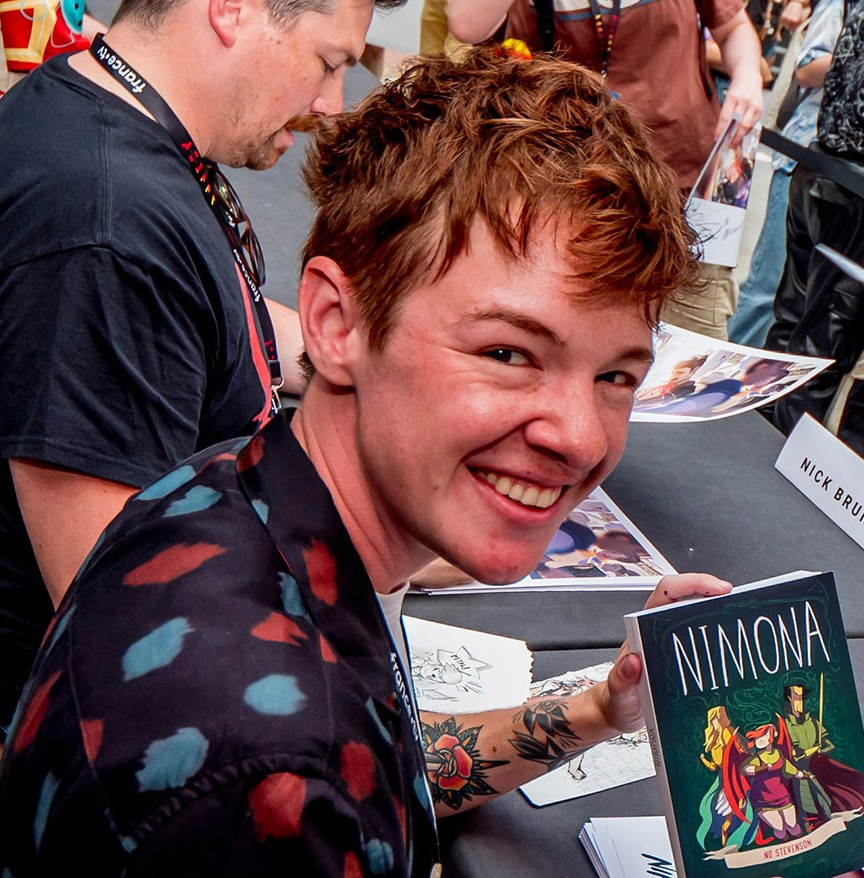
Le créateur de Nimona N.D. Stevenson au Festival international du film d'animation d'Annecy 2023.

La sortie de Nimona en salles est à l'origine prévue pour le 14 février 2020 par Walt Disney Studios Motion Pictures à travers leur label 20th Century Studios, mais est repoussé au 5 mars 2021 puis au 14 janvier 2022,,,,,. Le film est repoussé puis annulé du programme de sorties de Walt Disney Studios après la fermeture de Blue Sky Studios le 10 avril 2021. Le projet est repris par Annapurna Pictures avec une diffusion sur Netflix prévue pour l'été 2022. Le film est diffusé en avant-première au Festival international du film d'animation d'Annecy 2023 le 14 juin 2023 puis de manière limitée en salles le 23 et 24 juin. En France, le film est projeté en avant-première à Paris au Forum des images le 24 juin. Il est mis en ligne sur Netflix le 30 juin 2023,.
Le 19 février 2024, Netflix met le film à disposition en visionnage gratuit sur Youtube.

## Accueil

### Critiques de presse

#### Dans le monde anglophone
Le site agrégateur de critiques Rotten Tomatoes confère au film une moyenne de 95/100 fondée sur 92 critiques de presse, avec pour synthèse : « Puisant à un riche filon émotionnel grâce à son animation splendide et à son allégorie réfléchie, Nimona est une aventure animée profondément adorable. », Le site Metacritic indique quant à lui une moyenne de 75/100 fondée sur 17 critiques de presse, indiquant des critiques « généralement favorables ».

#### En France
Dans le quotidien Le Parisien, Renaud Baronian voit dans Nimona un « beau film d'animation sur l'acceptation des différences », dont il apprécie l'univers médiéval futuriste « original » et le « message fort et haut en couleur ». Le quotidien gratuit 20 minutes apprécie « une œuvre aussi riche visuellement que forte de personnages hors du commun et de diversité d’autant plus remarquable que les réalisateurs n’appuient jamais le trait », ce qui donne un « divertissement familial vitaminé qui parvient à être aussi amusant qu’intelligent ». Le magazine Télérama salue « une épatante comédie d'action animée où le monstre n'est pas toujours celui que l'on croit ».
Le site Écran Large donne au film une note de 4,5 sur une échelle de 5 et déclare : « Cette histoire d'amitié survitaminée entre un chevalier déchu et une métamorphe chaotique ne devrait avoir aucun mal à séduire les abonnés. » Si la trame générale du scénario lui paraît classique, l'intrigue compense ses facilités par son dynamisme et par son sens du rythme, qui sait ralentir pour installer l'émotion à plusieurs reprises. La critique apprécie également le traitement réussi de sujets tels que le coming out et la transphobie — qu'elle juge plus franc et réussi que dans Avalonia : L'Étrange Voyage des studios Disney sorti peu de temps auparavant —, les nombreuses idées de mise en scène et un doublage français à « l'énergie inépuisable ».
Le magazine Première apprécie le style graphique du film, son univers médiéval-futuriste, son aventure « très queer et rythmée » et « souvent drôle » ainsi que la performance d'acteur de Chloë Moretz au doublage dans la VO, mais déplore un résultat « moins punk qu'on ne l'espérait », certains décors trop vides et une relation pas assez fouillée entre l'héroïne et Ballister.
Les médias LGBT+ font un très bon accueil au film. Dans Têtu, Tessa Lanney remarque que le film « propose une réflexion d'une rare subtilité sur la communauté LGBT » et « va bien plus loin dans sa réflexion sur l'inclusion » que la bande dessinée qu'il adapte à l'écran. En effet, le film ne se contente pas de montrer des personnages aux orientations sexuelles et aux identités de genre minoritaires, mais montre les inégalités de traitement entre ces personnages selon leur niveau de vie, la couleur de leur peau et leur adhésion ou contestation des normes sociales locales. Le site Komitid apprécie l'animation et la richesse graphique du film, l'aventure « ludique et punk » adaptée aussi bien aux petits qu'aux plus grands, ainsi que le courage du propos : « Quand des films comme Spider-Man: Across the Spider-Verse et Élémentaire suscitent la polémique pour une simple mention ou une référence à une supposée appartenance de leurs personnages à la communauté LGBTQI+, on peut saluer l’audace des réalisateurs de Nimona d’assumer leur choix du début à la fin : deux héros plus queers que jamais (l’un est gay, l’autre gender-fluid), dont la particularité et les luttes profondes ne sont jamais diluées dans une ambition aseptisante de normer leurs récits ».
Le quotidien chrétien La Croix est convaincu principalement par le personnage « très attachant » de Nimona et par l'humour du film, qu'il rapproche de l'irrévérence de Shrek et de la vivacité des cartoons de Tex Avery. Le propos de l'ensemble lui fait l'effet d'un « appel très classique au respect de la différence », présenté de manière originale grâce à un scénario « balisé mais bien ficelé ». Il n'est en revanche guère convaincu par l'esthétique du film. L'interprétation de l'aventure de Nimona comme un appel à respecter l'identité de genre non-binaire ne lui paraît « pas explicite » dans le film, qui lui paraît être avant tout un divertissement efficace fait pour séduire un vaste public international.

#### Au Canada
Dans La Presse, Alexandre Vigneault apprécie une « habile fable sur l’acceptation de la différence » qui « se démarque par son propos et un ton mordant ». Il remarque que Nimona ne déparerait pas dans l'univers de Harley Quinn. Le Journal de Montréal voit dans Nimona « un film d'animation sensible, décalé, hilarant et attendrissant ».

### Audience
Trois jours après sa mise en ligne sur Netflix, Nimona figure à la neuvième place du top 10 hebdomadaire des films les plus regardés sur Netflix pour la semaine allant du 26 juin au 2 juillet, avec 5,5 millions d'heures vues. Après dix jours de disponibilité en ligne, Nimona grimpe à la troisième place du top 10 lors de la semaine des 3 au 9 juillet, avec 11,5 millions d'heures vues.
Selon le site Top 10 Netflix (administré par Netflix), Nimona figure pendant quatre semaines dans le top 10 des films les plus regardés sur la plate-forme, de la semaine du 2 juillet à celle du 23 juillet 2023.

### Récompenses et distinctions

#### Prix
- 22nd Annual Columbus Film Critics Association Awards : meilleur film d'animation 2023[74]
- Annie Awards : Meilleur scénario pour le cinéma (Outstanding Achievement for Writing in a Feature Production) à Robert L. Baird et Lloyd Taylor ; Meilleure performance vocale pour le cinéma (Outstanding Achievement for Voice Acting in a Feature Production) à Chloë Grace Moretz qui prêtait sa voix au personange de Nimona[75]

#### Nominations
En janvier 2024, le film est nommé pour l’Oscar du meilleur film d’animation,
En décembre 2023, Nimona fait partie des finalistes pour le prix du Meilleur film d'animation de la Washington DC Area Film Critics Association.
Il fait également partie des finalistes du prix du Meilleur film d'animation lors de la cérémonie des Michigan Movie Critics Guild Awards.
- Women Film Critics Circle Awards 2023 : Meilleur personnage féminin animé : Chloë Grace Moretz 2nd runner-up ex aequo avec Leah Lewis dans Élémentaire[80].
- Alliance of Women Film Journalists EDA Awards 2023 : Meilleur film d'animation, Meilleur personnage féminin animé : Chloë Grace Moretz[81]
- Critics' Choice Movie Awards : Meilleur film animé[82]
- Houston Film Critics Society : Meilleur film animé[83]
- Online Film Critics Society : Meilleur film animé[84]
- Annie Awards : 9 nominations : Meilleur film d'animation ; Meilleure réalisation pour le cinéma ; Meilleurs storyboards pour le cinéma ; Meilleure animation de personnage pour le cinéma ; Meilleur design de personnage pour le cinéma ; Meilleur design pour le cinéma ; Meilleur montage pour le cinéma ; Meilleur scénario pour le cinéma (Outstanding Achievement for Writing in a Feature Production) à Robert L. Baird et Lloyd Taylor ; Meilleure performance vocale pour le cinéma (Outstanding Achievement for Voice Acting in a Feature Production) à Chloë Grace Moretz qui prêtait sa voix au personange de Nimona [85]

## Analyse

### Différences avec la bande dessinée
L'intrigue du film conserve les principaux personnages et thèmes de la bande dessinée, mais s'en écarte sur plusieurs points. Le passé de Nimona est montré de manière plus claire que dans la bande dessinée, où Nimona ment à Ballister sans qu'on n'apprenne jamais son véritable passé, bien qu'il soit clair qu'elle a déjà eu affaire à l'Institut. La rencontre de Nimona avec Gloreth est relatée en détail. Le finale du film est plus spectaculaire (la forme géante de Nimona parcourt toute la ville et pas seulement l'Institut) et le dénouement laisse davantage de place à l'espoir.
Le personnage de Ballister Blackheart est renommé Boldheart et l'histoire de ses origines est plus détaillée : il est le premier roturier à avoir été adoubé chevalier dans le royaume. Les circonstances dans lesquelles Ballister perd son bras sont différentes, de même que le personnage d'Ambrosius Goldenloin. Dans la bande dessinée, c'est Ambrosius qui conçoit un plan pour faire perdre Ballister durant une joute où ils doivent s'affronter, tandis que dans le film, Ambrosius ne fait que tenter de désarmer Ballister au moment où son épée projette un rayon contre la reine.
Ambrosius est plus égocentrique dans la bande dessinée que dans le film, où ses sentiments pour Ballister sont plus explicites et moins marqués par la jalousie. Le film imagine en outre qu'Ambrosius est un descendant de Gloreth.
Dans la bande dessinée, l'Institut a recours à la « racine de jade », une plante (imaginaire) très toxique, qui fait perdre temporairement ses pouvoirs à Nimona. Très présente dans les premières versions du scénario du film, cette plante est finalement écartée car elle nécessitait des explications qui digressaient par rapport à l'intrigue principale. Le film conserve cependant la couleur verte associée aux armes les plus dangereuses de l'Institut.

### Traitement des stéréotypes du conte de fée
Nimona se déroule dans un royaume que ses chevaliers ont fait serment de protéger contre des monstres, autant de stéréotypes provenant du genre du conte de fée. Plusieurs critiques de presse rapprochent Nimona de Shrek de Dreamworks Animation (sorti en 2001) en raison de la manière dont les deux films se moquent de ces stéréotypes et amènent leur public à les considérer d'un œil critique.

### Lectures allégoriques sur la dysphorie de genre
Dans un article de Time paru à la sortie du film fin juin 2023, Laura Zornosa comprend Nimona comme une allégorie sur la transidentité. Pendant un dialogue entre Nimona et Ballister, qui la questionne sur ce qu'elle ressent quand elle change de forme, Nimona évoque son besoin de changer de forme car « ça la démange » et, si elle ne le faisait pas, elle mourrait, non pas au sens littéral, mais au sens où « ça ne serait pas la mort, mais ça ne serait pas vraiment une vie non plus ». Ce type de dialogue, tout comme la difficulté de Ballister et des autres personnages à comprendre qui est Nimona et comment elle réagit, peut être lu comme une allégorie évoquant la transidentité, la dysphorie de genre et le rejet transphobe auquel ont affaire les personnes trans. Le magazine Têtu et le site Komitid considèrent le personnage de Nimona comme fluide au sens de la fluidité de genre, un type de non-binarité de genre,. L'article de Têtu remarque que le film montre également les différences de degrés d'acceptation que vivent les différentes minorités LGBT : Ballister et Ambrosius sont ouvertement amoureux, mais ne sont pas rejetés pour ce qu'ils sont — autrement dit, ils ne subissent aucune homophobie — tandis que Nimona passe pour un monstre auprès de tout le monde, y compris, au début, aux yeux de Ballister, qui ne comprend pas qu'elle ne veuille pas être simplement une petite fille. Nimona vit mal ces remarques et questions incessantes, qui peuvent rappeler celles auxquelles doivent constamment faire face les personnes aux identités de genre minoritaires.

### Représentation d'une relation amoureuse entre deux hommes
Nimona montre une relation amoureuse entre Ballister Boldheart et Ambrosius Goldenloin : les deux hommes sortent ensemble durant leur entraînement pour devenir chevaliers, et on voit Ballister mettre la tête sur l'épaule d'Ambrosius. Leur relation est mise à mal lorsqu'Ambrosius coupe le bras de Ballister pour tenter de sauver la reine au moment de son assassinat, puis lorsque Ballister est faussement accusé du crime. Après plusieurs confrontations incertaines, ils se remettent en couple à la fin du film et on les voit s'embrasser. Les sites de pop culture Comic Book Resources et Entertainment Weekly remarquent que cette intrigue reste toujours secondaire et que les moments-pivots de la relation ne font l'objet ni d'une mise en avant particulière dans la réalisation, ni d'un flou destiné à laisser planer le doute sur son caractère amoureux. Les deux personnages ne sont donc jamais définis uniquement par leur orientation sexuelle : ils sont avant tout des chevaliers et s'opposent dans leur relation à l'Institut, auquel Ambrosius fait toujours confiance tandis que Ballister, devenu un paria alors qu'il avait gravi péniblement tous les échelons pour devenir chevalier, s'en méfie. De la même manière, aucune réaction homophobe n'est montrée dans la société où ils vivent : leur relation est un aspect ordinaire de leur vie parmi d'autres. CBR indique que Nimona innove par ce traitement d'une relation entre deux hommes, car, si les représentations de personnages LGBT+ dans les séries animées et les films d'animation sont devenues moins rares et plus diversifiées au cours des dernières années, les couples d'hommes restent très rares comparés aux très nombreuses représentations de couples de femmes.

## Produits dérivés

### Livre
Un art book du film, comprenant 354 pages, est mis en ligne gratuitement en version numérique début octobre 2023,.

### Bande originale
L'album de la musique de Nimona est publié par Netflix Music le 30 juin 2023.
Le site Cinezik analyse brièvement la bande originale. Il remarque que le thème principal du film associe une voix de femme évoquant Nimona à une guitare acoustique, tandis que la musique orchestrale crée une atmosphère « martiale et héroïque » avec un recours à des notes électroniques « planantes » qui ménagent « une touche de modernité ».